# 沃格特鱷龍屬
沃格特鳄龙属（属名：Walgettosuchus，意为“沃格特的鳄鱼”）是已灭绝坚尾龙类兽脚亚目恐龙可疑或甚至可能无效的一属，由于保存下来的尾椎的形状而可能属于似鸟龙下目，生存于晚白垩世（森诺曼阶）期间的澳大利亚。其仅所知于一节单个椎骨。

## 发现与命名
1905年，塔利·康思韦特·沃拉斯顿（1863年5月17日～1931年7月17日）在新南威尔士州附近闪电岭上一种含蛋白石的砂岩中找到一节蛋白石化的兽脚类恐龙尾椎。该化石被送到英国自然历史博物馆，随后在1909年1月由亚瑟·史密斯·伍德沃德报道并在1910年被伍德沃德简要叙述。
1932年，模式种伍氏沃格特鳄龙（Walgettosuchus woodwardi）由弗里德里希·冯·休尼根据这块椎骨而命名。属名取自城市名沃格特和埃及鳄鱼神索贝克的希腊语名称Soukhos。在1930年期间，冯·休尼倾向于以~suchus而非~saurus作为恐龙名称的后缀，因为他认为恐龙与鳄鱼的关系比与蜥蜴的关系更为密切。种名纪念伍德沃德。
正模标本BMNH R3717发现于晚白垩世森诺曼阶的格里曼溪组，由一节63（2.5英寸）长的不完整双凹型（amphicoelous，即前后关节面具有凹陷）尾椎椎体。但不知为何，他相信上面具有前关节突（prezygapophyses）。他还指出，如果发现更多材料，它可能被证明是其它闪电岭“虚骨龙类”的异名（即盗龙；任何小型兽脚类的过时意义上的虚骨龙类）。

## 分类学
1932年，冯·休尼将沃格特鳄龙分配至似鸟龙科。拉尔夫·莫尔纳在其1990年的综述中指出，正模标本无法与似鸟龙科或异特龙科的尾椎区分，并认为它是一种不确定的兽脚类和一个疑名或（更可能是）一个无效的分类单元。

### 可能是盗龙的异名
沃格特鳄龙和盗龙可能是同一种恐龙，但正如某些人所争辩的那样，证明二者属于同一物种是不可能的，因为盗龙仅所知于手骨，沃格特鳄龙则所知于不同身体部位的材料而不能与前者相比。